# Agalinis kingsii
Agalinis kingsii là loài thực vật có hoa thuộc họ Cỏ chổi. Loài này được Proctor mô tả khoa học đầu tiên năm 1977.